# A Song a Day
A Song a Day es un corto de animación estadounidense de 1936, de la serie de Betty Boop. Fue producido por los estudios Fleischer y distribuido por Paramount Pictures. En él aparecen Betty Boop y su amigo, el inventor Grampy.

## Argumento
Betty Boop es enfermera en un Hospital Animal. Allí convalecen todo tipo de animales aquejados de inverosímiles aflicciones. El alboroto creado por el lastimero quejido de los pacientes exaspera a Betty, quien llama a su amigo Grampy para que lo solucione. La música será una beneficiosa terapia.

## Producción
A Song a Day es la quincuagésima segunda entrega de la serie de Betty Boop y fue estrenada el 22 de mayo de 1936.